# Sebastiano Ricci

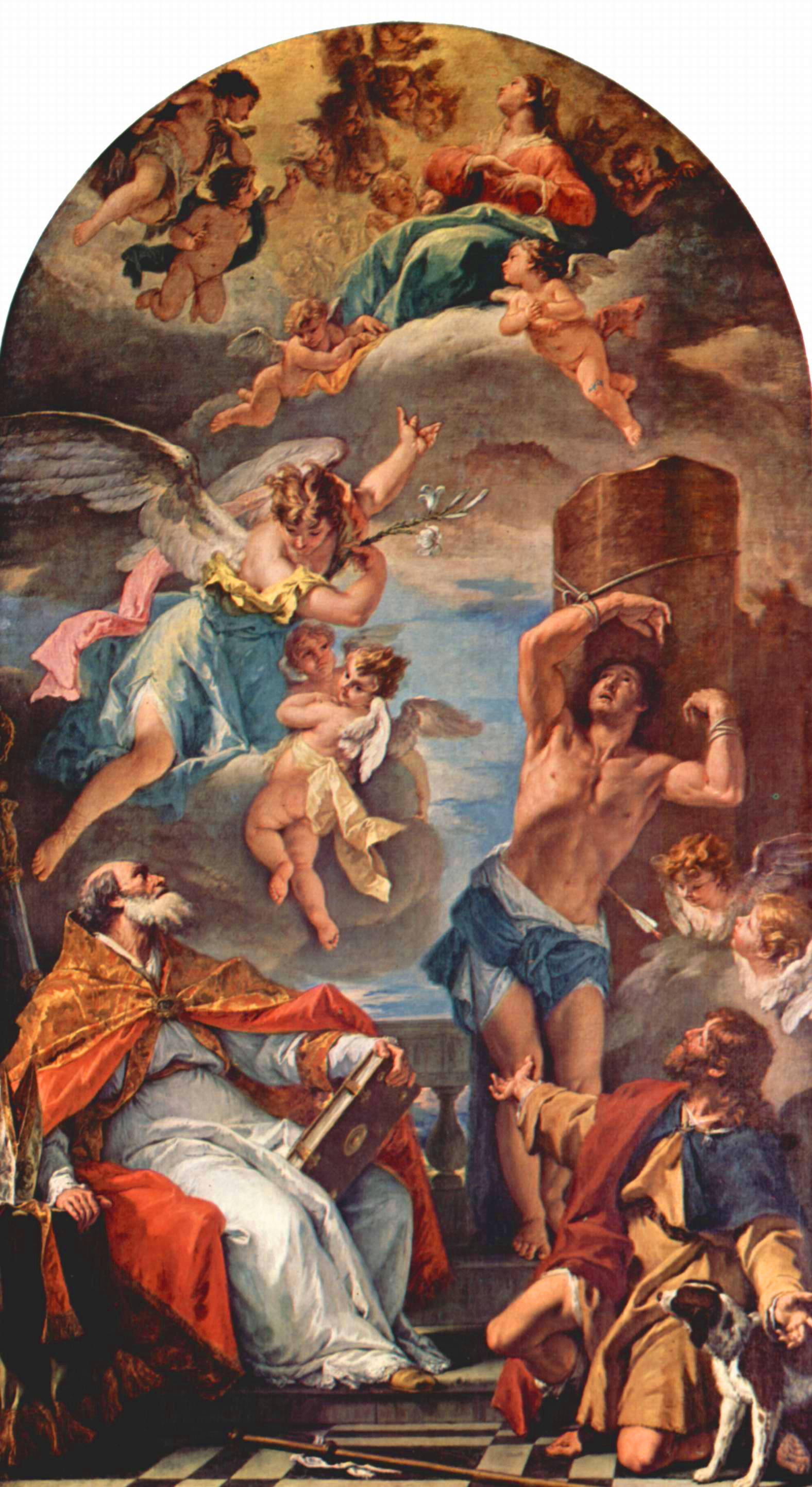
Glória da Virgem Maria com São Miguel, São Sebastião, Santo Eusébio e São Roque, 1724-1725

Sebastiano Ricci (Belluno, 1 de agosto de 1659 - Veneza, 15 de maio de 1734) foi um pintor da Itália, integrante da Escola de Veneza.
Era filho de Andreana e Livio Ricci, e aprendeu seu ofício com Federico Cerebri (alguns autores dizem que foi com Sebastiano Mazzoni). Quando jovem se envolveu num escândalo por ter engravidado uma moça, quando acabou sendo acusado de tentativa de assassinato para evitar o casamento. Preso, acabou sendo solto por intervenção de um nobre, provavelmente da família Pisani. Mais tarde iria casar com a jovem que engravidara, mas sua união se provaria tempestuosa.
Depois de solto se mudou para Bolonha, onde parece ter sido influenciado pela obra de Giovanni Gioseffo dal Sole. Nessa região realizou diversas encomendas importantes. Em 1688 abandonou esposa e filha e fugiu para Turim, acompanhado da filha do pintor Giovanni Francesco Peruzzini. Lá foi novamente preso e quase executado, sendo salvo pelo duque de Parma, para quem havia pintado uma Pietà. O duque o empregou e o levou para o Palácio Farnese em Roma, onde continuou trabalhando com importantes encomendas, incluindo cópias de obras célevbres. A morte do seu protetor em 1694 o forçou a fugir para Milão, onde fez a decoração de uma capela e foi empregado pelo conde Giacomo Durini para decorar a Catedral de Monza. Depois disso, voltou para Veneza, onde permaneceu por cerca de uma década, produzindo continuamente e neste ínterim sendo convidado para decorar um salão no Palácio Schönbrunn, em Viena.
Em 1706 viajou para Florença, onde completaria sua obra-prima, uma série de afrescos no Palazzo Fenzi. O sucesso da obra estimulou o grão-duque Ferdinando I de' Medici a convidá-lo para decorar o Palazzo Pitti. Com essas obras sua fama se espalhou pela Europa, contribuindo para a ascensão do prestígio da escola veneziana sobre a Itália. Voltou a Veneza em 1708 para pintar outras peças e em 1711 iniciou uma colaboração artística com seu sobrinho Marco Ricci. Com ele viajou para Londres para atender a uma encomenda de Lord Burlington para pintar oito telas mitológicas. Na Inglaterra realizou obras (hoje perdidas) para o conde de Portland e projetou vitrais para o duque de Chandos.
No fim de 1716 deixava Londres para ir à França, onde encontrou Watteau e talvez Fragonard, e submeteu uma obra à Académie royale de peinture et de sculpture a fim de ser admitido na prestigiosa instituição, o que aconteceu em 1718. Voltou então a Veneza, ora uma homem rico, e instalou-se em confortáveis apartamentos. No mesmo ano, ainda com seu sobrinho, decorou a villa de Giovanni Francesco Bembo em Belluno. Entre 1724 e 1729 trabalhou intensamente para a Casa de Savoia em Turim, e neste intervalo foi aceito na Academia Clementina de Veneza.
Seu estilo se construiu sob a influência maior de Veronese, Pietro da Cortona e Alessandro Magnasco, adotando com uma paleta rica e clara, uma técnica mais livre e vibrante, abrindo o caminho para Tiepolo, e foi um elemento-chave no desenvolvimento do estilo Rococó em Veneza. Foi por sua vez uma influência para o trabalho de Francesco Polazzo, Gaspare Diziani, Francesco Migliori, Gaetano Zompini e Francesco Fontebasso.